# إيراد حكومي
الإيرادات الحكومية هي الإيرادات التي تتلقها الحكومة. هي أداة هامة من أدوات السياسة المالية للحكومة ويقابلها الإنفاق الحكومي. ترد الإيرادات التي تجنيها الحكومة من مصادر مثل الضرائب المفروضة على الدخل والثروات للأفراد والشركات وعلى السلع والخدمات المنتجة المصدرة والمستوردة، وكذلك إيرادات المؤسسات غير الخاضعة للضريبة مثل دخل الشركات المملوكة للدولة، وإيرادات البنك المركزي وسندات رأس المال في شكل قروض والديون الخارجية من المؤسسات المالية الدولية.